# Эрманн, Франсуа Эмиль
Франсуа Эмиль Эрманн (фр. François-Émile Ehrmann; 5 сентября 1833[…], Страсбург — 26 марта 1910, Париж) — французский художник.

## Биография
Родился в 1833 году в Страсбурге в семье обеспеченного горожанина Франсуа Эрманна, там же окончил школу. Свои первые уроки рисования он получил также в родном городе у художника и гравёра Теофиля Шулера (по другим данным, у его ученика). Первоначально Эрманн планировал стать архитектором. В 1853 году он поступил в Высшую школу изящных искусств в Париже, где в течение трех лет изучал архитектуру под руководством Эмиля Жака Жильбера и Шарля Огюста Кетеля. Затем, последовав совету живописца Робер-Флёри (отца), он обратился к живописи, которой учился в течение двух лет под руководством Шарля Глейра.
В 1861 году Эрманн совершил образовательное путешествие в Италию вместе с художниками Альбером Анкером и Альфонсом Хиршем. В 1863 году, вернувшись из Италии, Эрманн впервые выставил на ежегодном Парижском салоне свою работу — картину «Геракл между добродетелью и пороком». В 1865 году картина Эрманна на мифологический сюжет «Рыбаки и Сирена» была награждена премией Салона. К сожалению, эта картина не сохранилась, так как была уничтожена во время пожара в Страсбургском музее в ходе событий Франко-Прусской войны. В дальнейшем Эрманн написал целый ряд картин на мифологические сюжеты, отличающиеся своеобразием интерпретаций.
В 1877 году Эрманн снова совершил поездку в Италию. В том же году, по возвращении в Париж, художник выполнил роспись потолка для Дворца Почетного легиона (ранее дворца Сальмов) под названием «Аполлон ниспосылает на Землю муз». Эрманн также выполнил шесть потолочных аллегорических фигур для одного из парадных залов парижской ратуши.
В последующие годы художник увлёкся созданием эскизов для произведений декоративно-прикладного искусства: гобеленов, росписи фаянса и витражей. По эскизам Эрманна были, в частности, выполнены витражи для Отёнского собора Святого Лазаря (англ.) и для коллегиальной церкви Святого Мартина в Монморанси (фр.). Три гобелена по эскизам работы Эрманна были созданы для украшения Галереи Мазарини в Национальной библиотеке Франции (Париж).
Скончался художник в 1910 году в Париже.

## Галерея

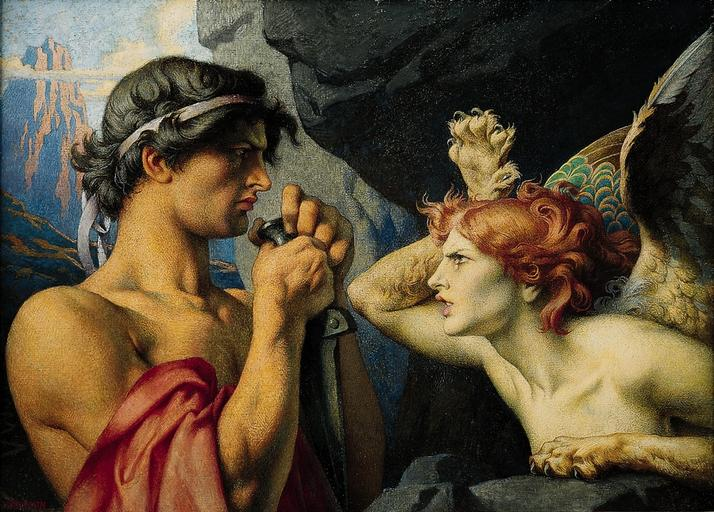
Эдип и Сфинкс, 1903, Музей современного искусства (Страсбург)
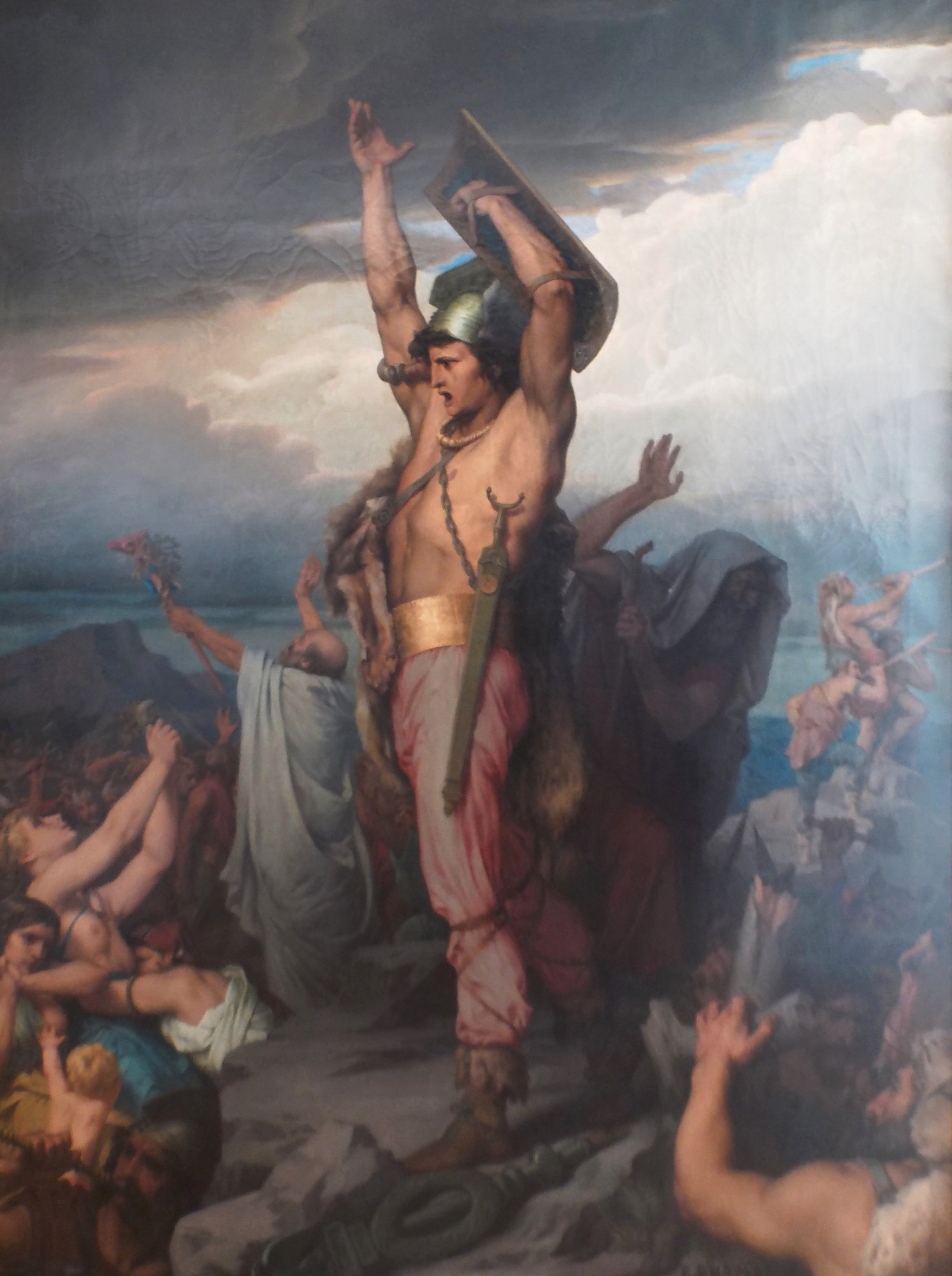
Верцингеторикс призывает галлов на защиту Алезии. Ок. 1870, Музей Роже-Кийо, Клермон-Ферран
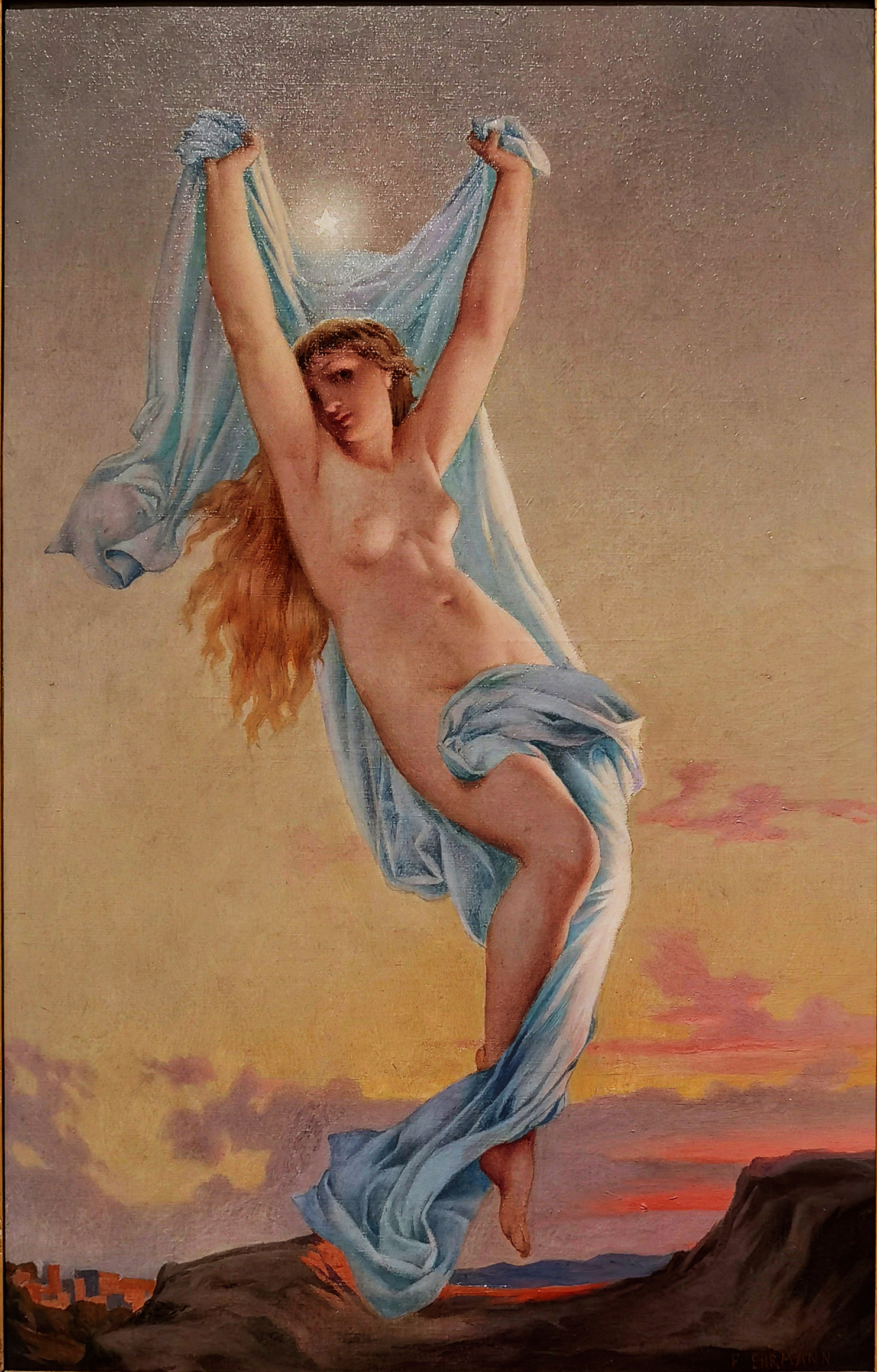
Вечерняя звезда, Музей Унтерлинден, Кольмар.
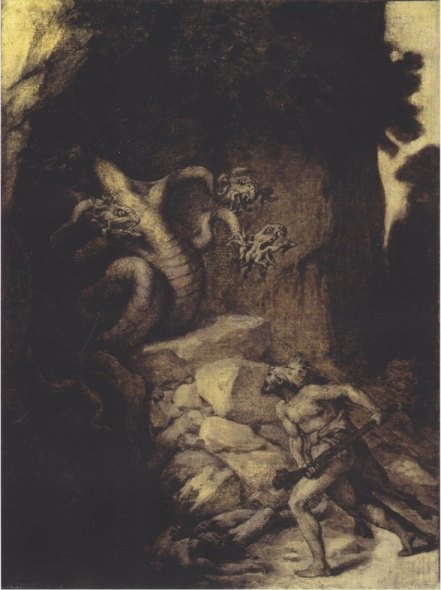
Геркулес и Лернейская гидра
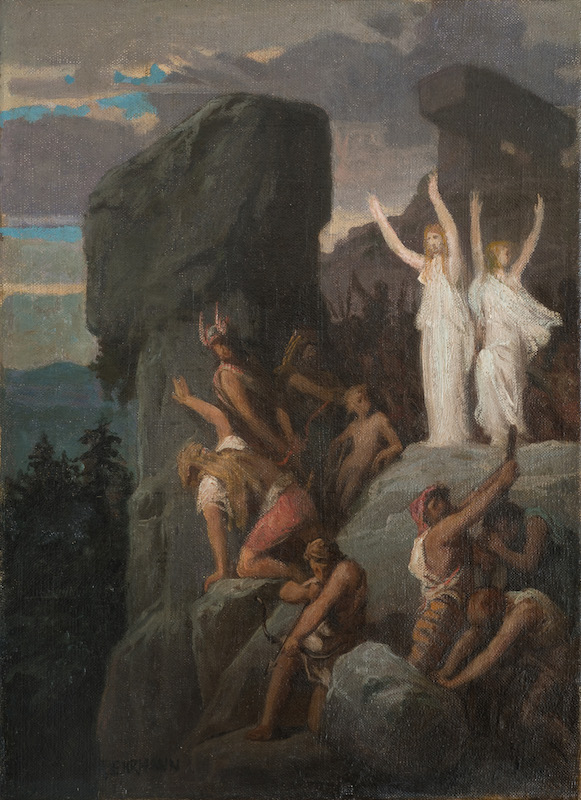
Галлы обороняются. Эскиз
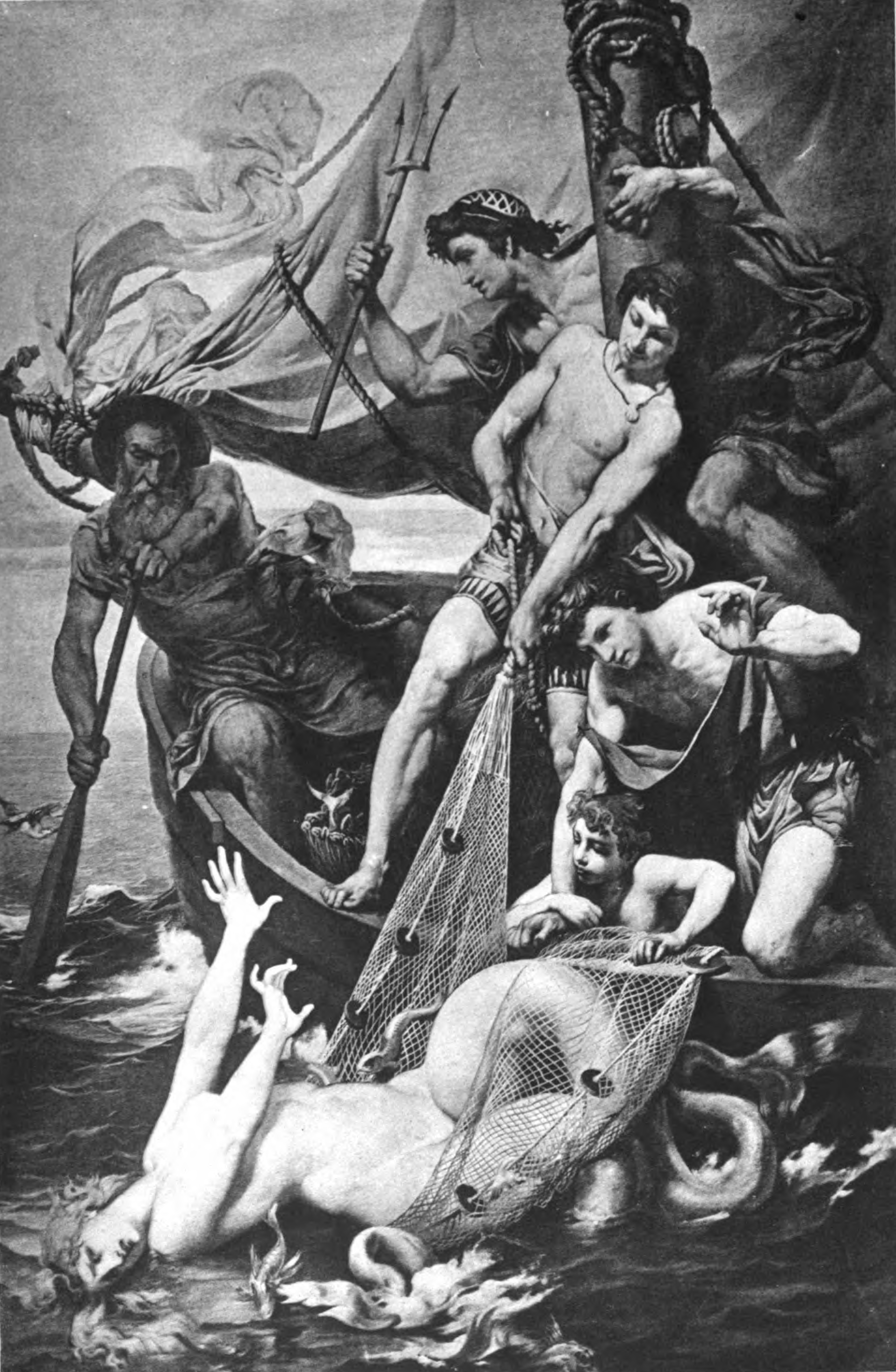
Рыбаки и сирена. Картина не сохранилась.
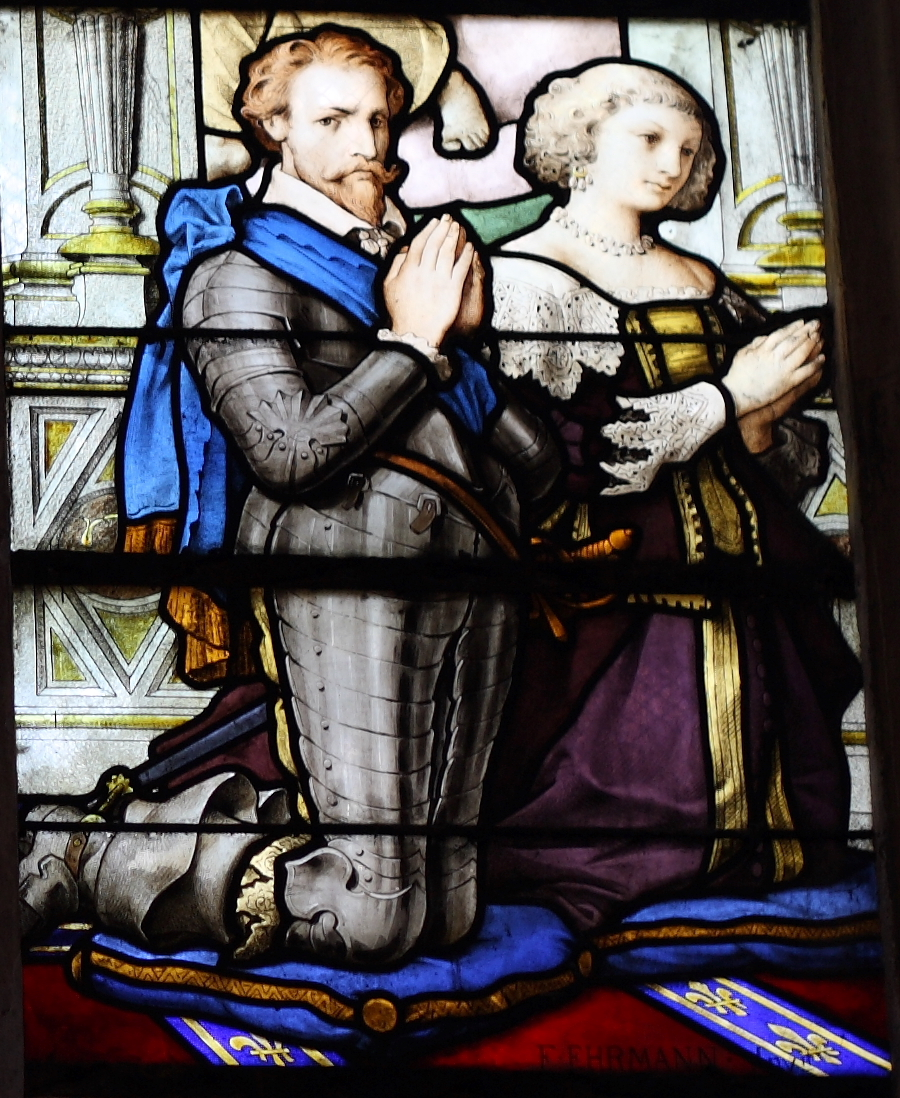
Генрих II де Бурбон-Конде. Фрагмент витража из Коллегиальной церкви Святого Мартина (фр.) в Монморанси (Валь-д’Уаз)
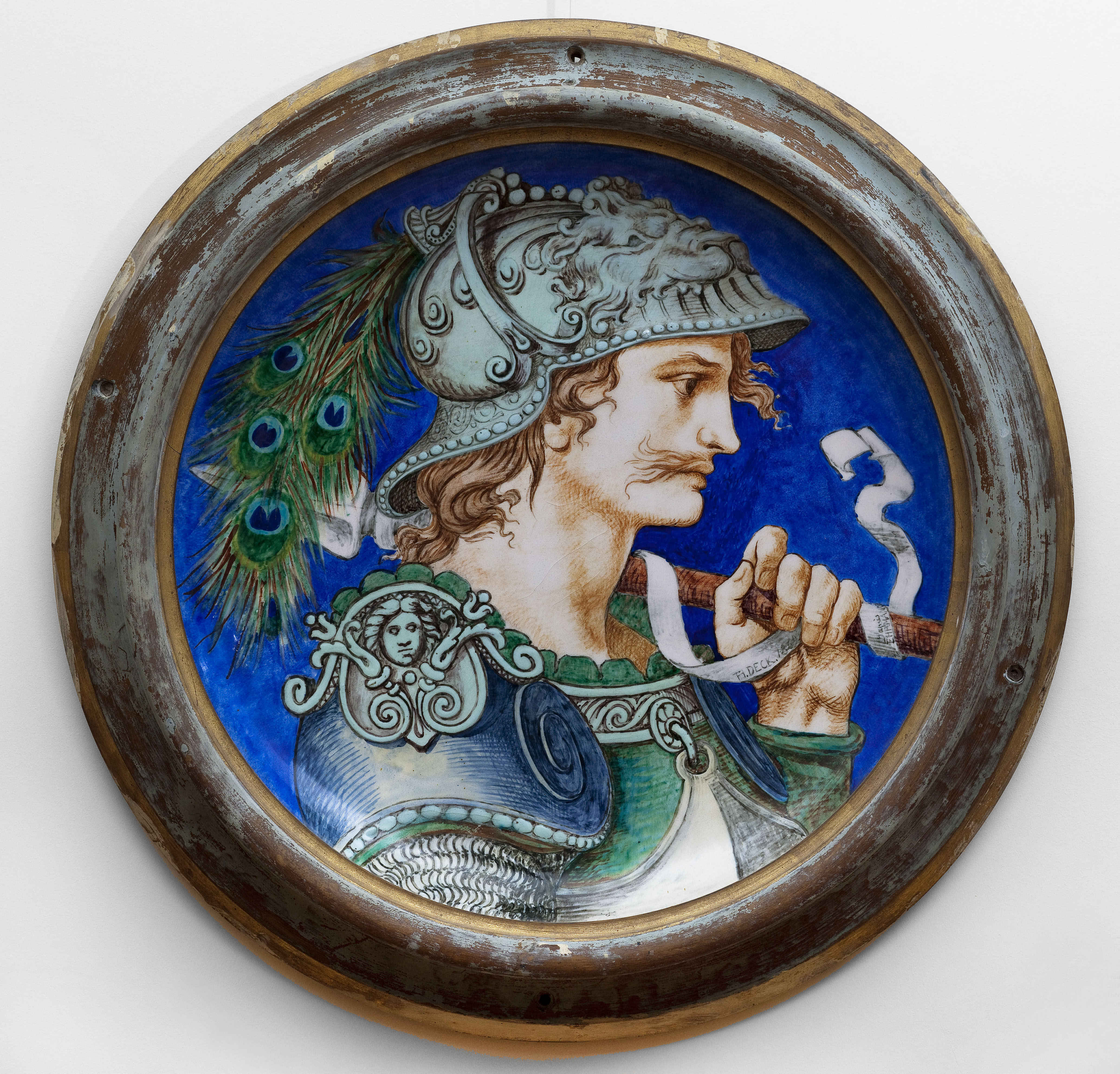
Бог Марс (?). Настенное панно, фаянс. Керамист Теодор Дек по рисунку Эрманна